# Nervijuncta robusta
Nervijuncta robusta är en tvåvingeart som beskrevs av Tonnoir 1927. Nervijuncta robusta ingår i släktet Nervijuncta och familjen hårvingsmyggor. Inga underarter finns listade i Catalogue of Life.